# Yasemin Güveli
Yasemin Güveli, född 5 januari 1999, är en volleybollspelare (center) från Istanbul, Turkiet. 
Yasemin Güveli började spela volleyboll med Küçükçekmece, men gick redan som junior över till Eczacıbaşı SK. Hon spelade med deras ungdomslag fram till 2016. Under säsongen 2015-2016 gjorde hon sina första framträdanden i a-laget och i Sultanlar Ligi (högsta serien). Följande säsong lånades hon ut till Beşiktaş JK. Hon spelade delar av följande säsong med Eczacıbaşı, men i januari 2018 lånades hon ut igen, denna gång till Karayolları SK. Hon hjälpte klubben att avancera från Voleybol 1. Ligi till Sultanlar ligi..
Han återkom till Eczacıbaşı för säsongen 2019-20 och har med dem vunnit den turkiska supercupen två gånger
Med de turkiska ungdomslandslagen har hon vunnit guld vid European Youth Olympic Festival och brons vid junioreuropamästerskapet i volleyboll för damer 2016. Hon debuterade i seniorlandslaget 2018 och vann bronsmedaljen vid de Medelhavsspelen samma år. Under 2021 var hon med och vann bronsmedalj vid Volleyball Nations League  och europamästerskapen.